# 1728 en droit
Cet article présente les faits marquants de l'année 1728 en droit.

## Événements
- 6 mai : le Disenfranchising Act reçoit la sanction royale. Les « papistes » sont privés du droit de vote en Irlande[1].

- 22 juillet, Russie : procès-verbal du Conseil suprême privé prévoyant la signature d’une charte entre l’État, les colons russes et les tribus bachkirs nomades jusqu’alors en conflit dans l’Oural[2].

- 30 août : une bulle du pape Benoît XIII rétablit le roi de Sicile dans son droit de légation supprimé en 1715 par Clément XI[3].

- 25 septembre : constitution de la Real Compañía Guipuzcoana de Caracas qui obtient le monopole du commerce avec la métropole[4].

## Naissances
- 13 octobre : Guillaume-François Le Trosne, juriste français, avocat du roi au présidial d’Orléans, une des principales figures de la physiocratie (†  26 mai 1780).